# Gellonia simplex
Gellonia simplex là một loài bướm đêm trong họ Geometridae.